# موزه کودکان ایندیاناپولیس
موزه کودکان ایندیاناپولیس بزرگترین موزه کودکان جهان است که در ایندیاناپولیس، ایندیانا، ایالات متحده قرار دارد. این موزه توسط اتحادیه موزه‌های آمریکا معتبر تشخیص داده شده. مساحت موزه بالغ بر ۴۷۲٬۹۰۰ فوت مربع (۴۳٬۹۳۳٫۸۵ متر مربع) با پنج طبقه سالن نمایش است و بیش از یک میلیون بازدید کننده در سال دارد.